# Remi Joseph De Roo
Remi Joseph De Roo (* 24. Februar 1924 in Swan Lake, Manitoba; † 1. Februar 2022 in Victoria, British Columbia) war ein kanadischer Geistlicher und römisch-katholischer Bischof von Victoria. Er war der letzte noch lebende Bischof, der an allen vier Sitzungsperioden des Zweiten Vatikanischen Konzils teilgenommen hatte.

## Leben

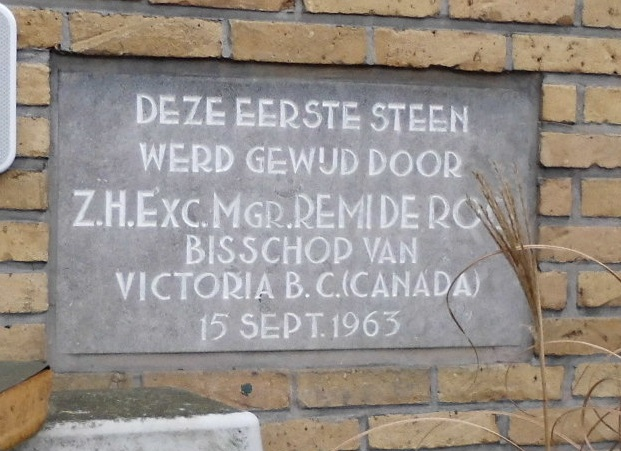
Grundstein des Gemeindezentrums St. Egidio in Lembeke

Remi De Roo wurde in Kanada in die belgische Familie von Raymond De Roo (1885–1975) und Josephine De Pape (1891–1939) hineingeboren, die vor seiner Geburt aus Lembeke/Kaprijke in Flandern nach Kanada ausgewandert waren. Nach seiner philosophischen und theologischen Ausbildung am 8. Juni 1950 die Priesterweihe für das Erzbistum Saint-Boniface. Zudem erwarb er einen Bachelor of Arts in lateinischer Philosophie am Collège de Saint-Boniface der University of Manitoba. 1952 wurde er am Angelicum in Rom mit einer Dissertation mit dem Titel „Regina in Coelum assumpta: les rapports entre l'assomption et la souveraineté de Marie“ (deutsch Die in den Himmel aufgenommene Königin: Die Beziehung zwischen der Himmelfahrt und der Souveränität Mariens) zum Doktor der Theologie promoviert.
Papst Johannes XXIII. ernannte ihn am 29. Oktober 1962 zum Bischof von Victoria. Der Erzbischof von Saint-Boniface, Maurice Baudoux, spendete ihm am 14. Dezember desselben Jahres die Bischofsweihe. Mitkonsekratoren waren der Erzbischof von Sherbrooke, Georges Cabana, und der Koadjutorerzbischof von Vancouver, Martin Michael Johnson.
Als Konzilsvater nahm Remi Joseph De Roo an allen vier Sitzungsperioden des Zweiten Vatikanischen Konzils von 1962 bis 1965 teil. Er engagierte sich insbesondere für die Umsetzung der Reformen und der Ökumene des Zweiten Vatikanischen Konzils und musste dafür immer wieder Kritik einstecken, auch von Papst Johannes Paul II. und Papst Benedikt XVI. Er bezeichnete sich selbst immer als „Pilger des Zweiten Vatikanischen Konzils“.
Remi de Roo hatte wegen seiner kontroversen Äußerungen zu Wirtschaftstheorien den Spitznamen „Red Remi“ (deutsch Roter Remi) erhalten.
Am 18. März 1999 nahm Papst Johannes Paul II. seinen altersbedingten Rücktritt an. Remi De Roo starb am 1. Februar 2022 in Victoria, British Columbia, im Alter von 97 Jahren.

## Schriften
- In the Eye of the Catholic Storm: The Church Since Vatican II, HarperCollins 1992, ISBN 978-0-00-637757-3
- Remi De Roo: Chronicles of a Vatican II Bishop, Editions Novalis 2012, ISBN 978-2-89646-471-5